# Charles Mourain de Sourdeval
Charles Mourain de Sourdeval (* 23. Oktober 1800 in Nantes; † 18. Dezember 1879 in Saint-Gervais (Vendée)) war ein französischer Romanist und Dialektologe.

## Leben und Werk
Mourain wuchs in Saint-Gervais auf. Von 1839 bis 1860 war er Richter in Tours. Er war Mitglied des Départementsrates der Vendée und Präsident der Société archéologique de Touraine (SAT).

Mourain hinterließ das erste Dialektwörterbuch der Vendée (das erst 2003 von Pierre Rézeau herausgegeben wurde).

Mourain war Ritter der Ehrenlegion.

## Werke
- Études gothiques, Tours 1839
- (Übersetzer) Hilda. Nouvelle scandinave traduite du Danois, Tours 1939, Paris 1850
- Histoire critique et raisonnée de la production chevaline sur l’herbage de Saint-Gervais (Vendée), Paris 1853, 1855
- (Hrsg.) Les oeuvres poétiques de André de Rivaudeau, gentilhomme du Bas-Poitou. Nouvelle édition publiée et annotée par Charles Mourain de Sourdeval, Paris 1859, Genf 1968
- (Hrsg.)  Rapport au roi sur la province de Touraine, par Charles Colbert de Croissy, commissaire départi en 1664, Tours 1863
- Le cheval à côté de l’homme et dans l’histoire, Paris 1880
- La Garnache et Beauvoir-sur-Mer, Le Perrier. Notices sur les châteaux et seigneuries, 1854, 1882, Paris 1992
- Premier dictionnaire du patois de la Vendée. Recherches philologiques sur le patois de la Vendée (1847), hrsg. von  Pierre Rézeau,  La Roche-sur-Yon 2003 (350 Seiten)